# Kurische Könige

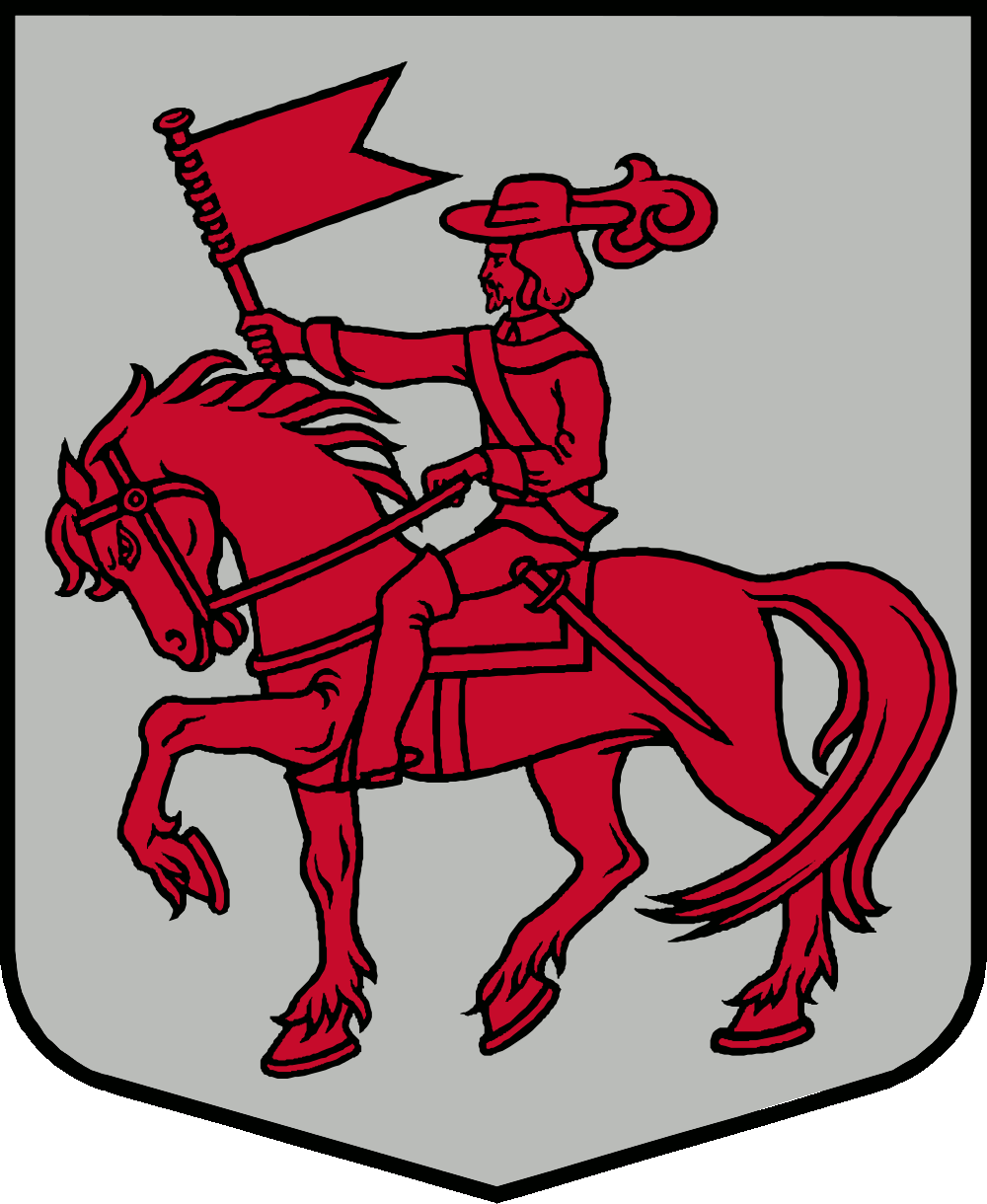
Wappen der Gemeinde Lipaiken (Turlavas pagasts) nach dem historischen Vorbild der Kurischen Könige.

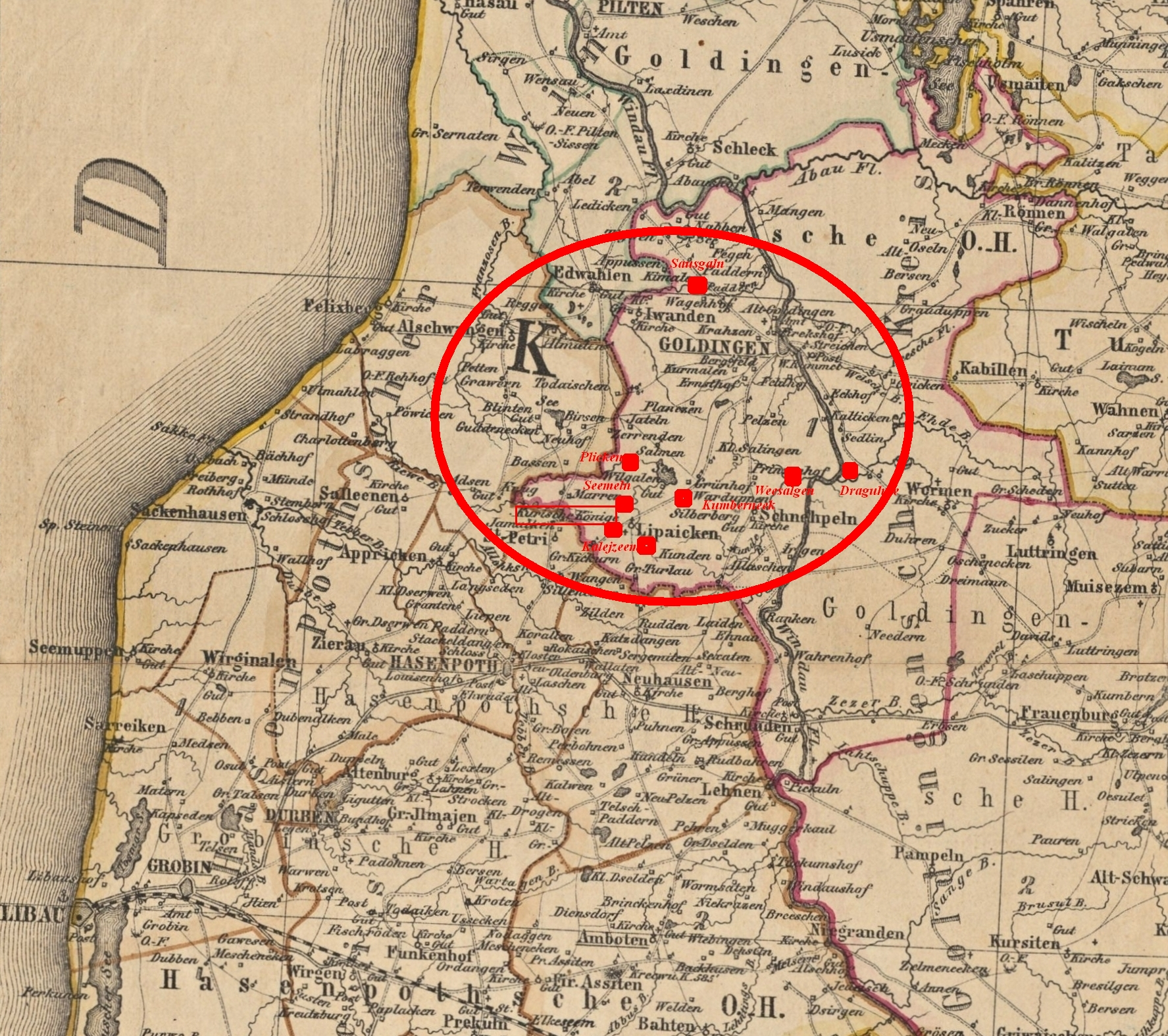
Position der bis zu 8 Orte der Kurischen Könige, eingezeichnet in einen Ausschnitt der Rückerschen Karte aus dem Jahr 1890

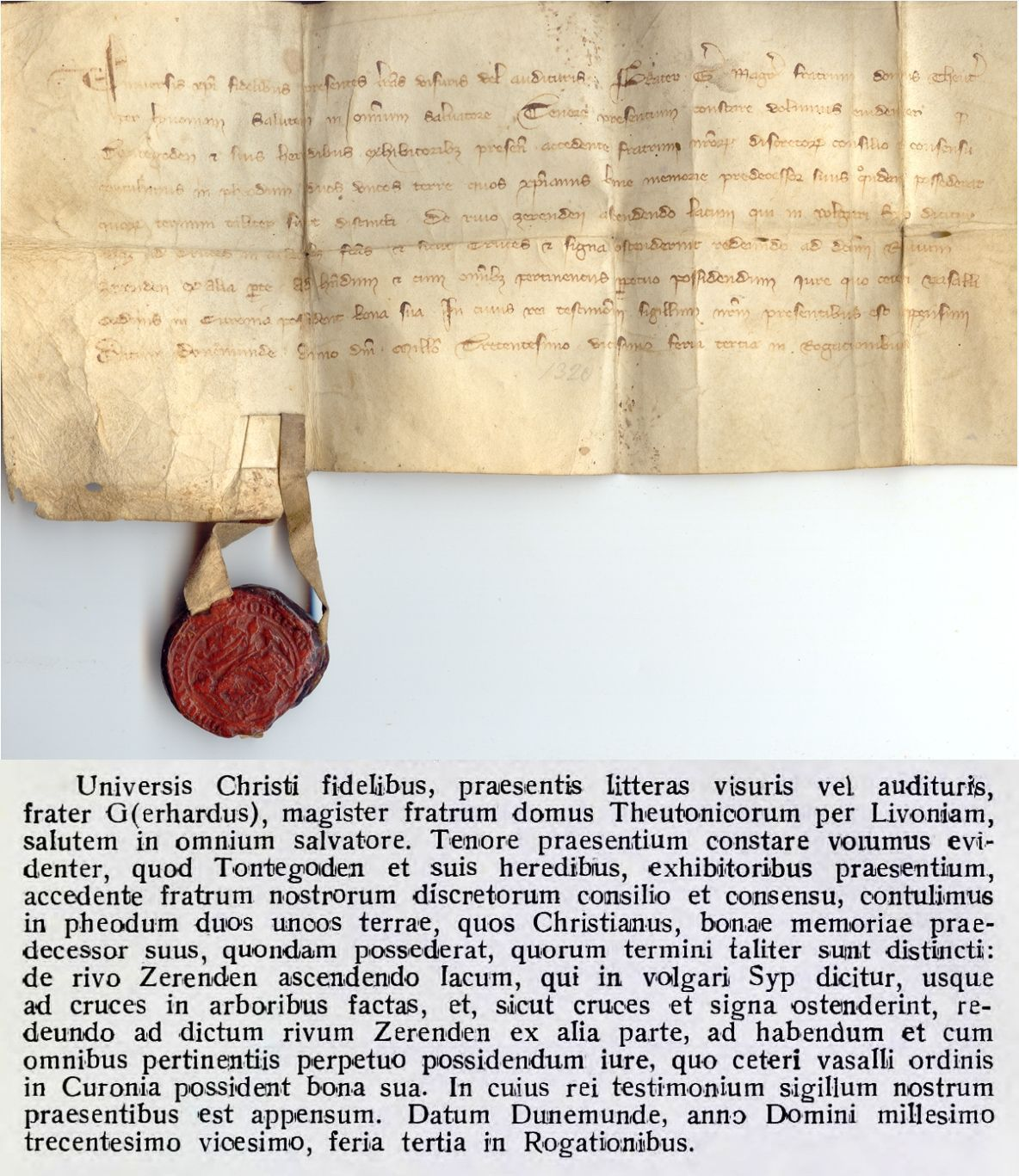
Plicken (Pliķuciems): Am 6. Mai 1320 bezeugt der Ordensmeister Gerhard von Jork, dass Tontegode und seine Nachkommen belehnt werden mit 2 Haken Land an der Mündung des „rivus Zerenda“ (Bach Jāmaņupe) in den „lacus Syp“ (Vilgale-See).

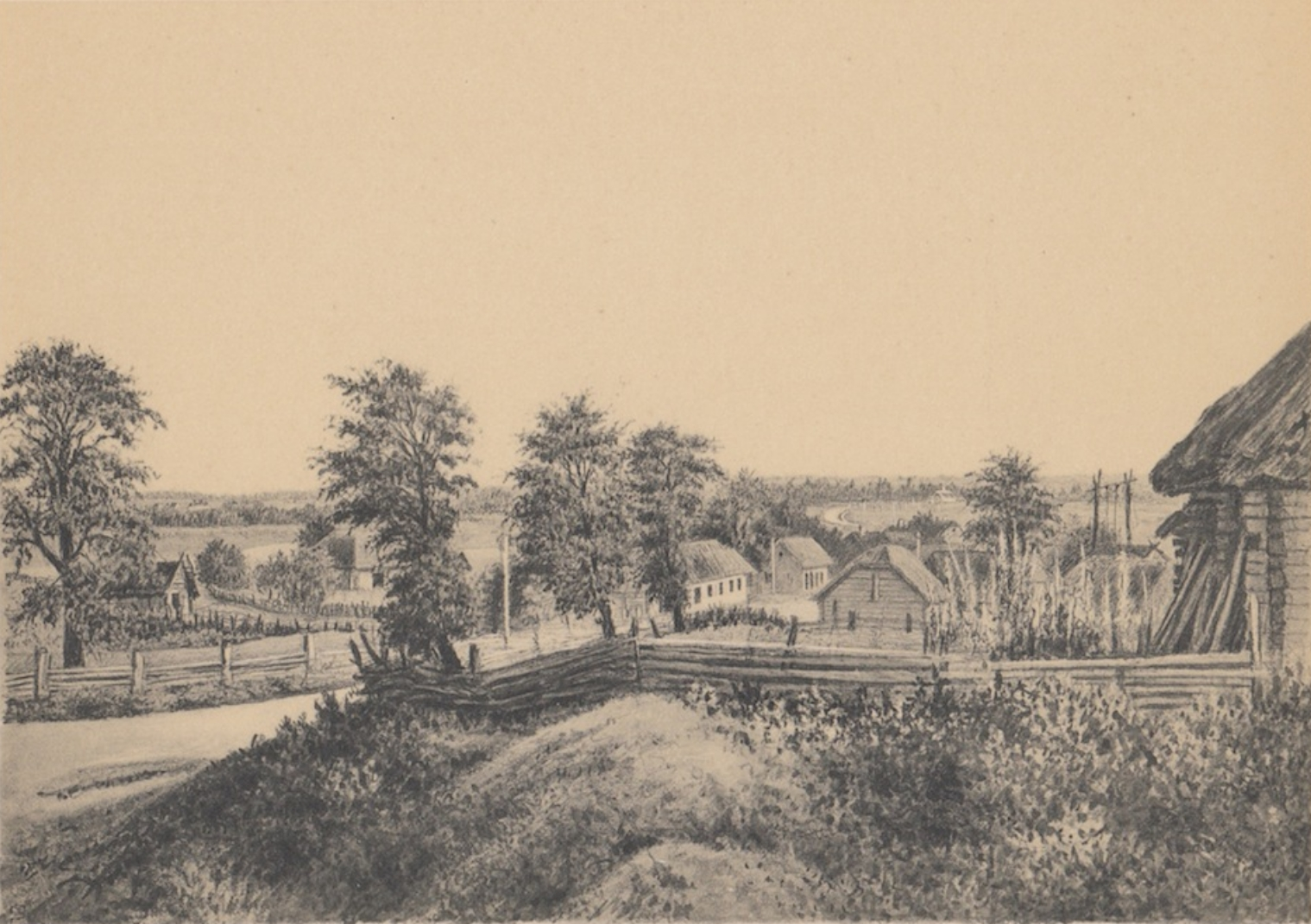
Wilhelm Siegfried Stavenhagen: Neues Album baltischer Ansichten. Mit der Zeichnung des Dorfes „Kurschkönig“ aus dem Jahr 1861

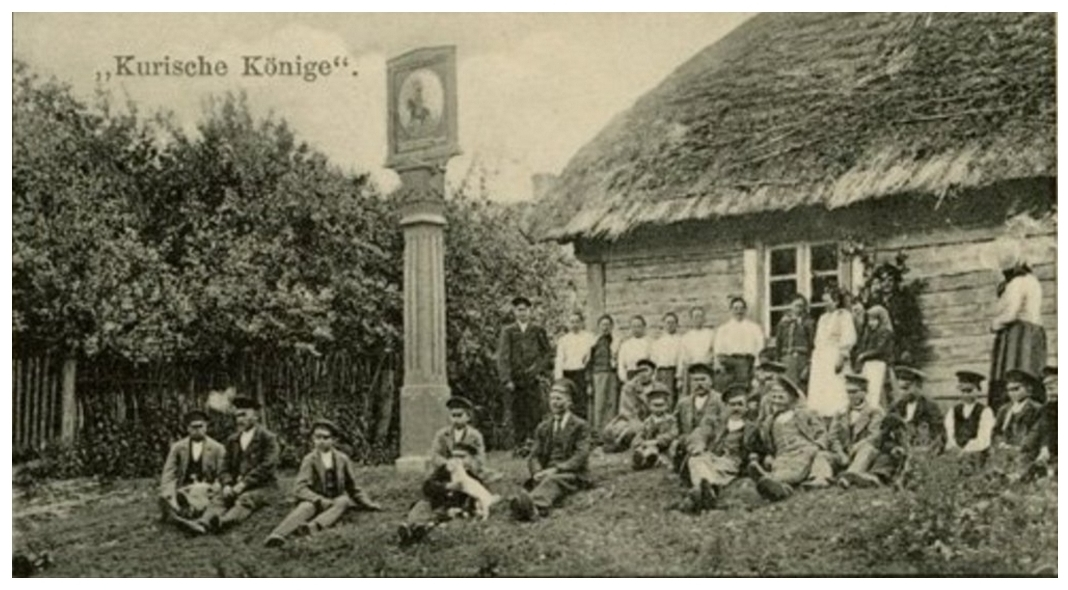
Postkarte vom Beginn des 20. JH. zeigt „Kurische Könige“ mit aufgepflanzter Wappentafel.

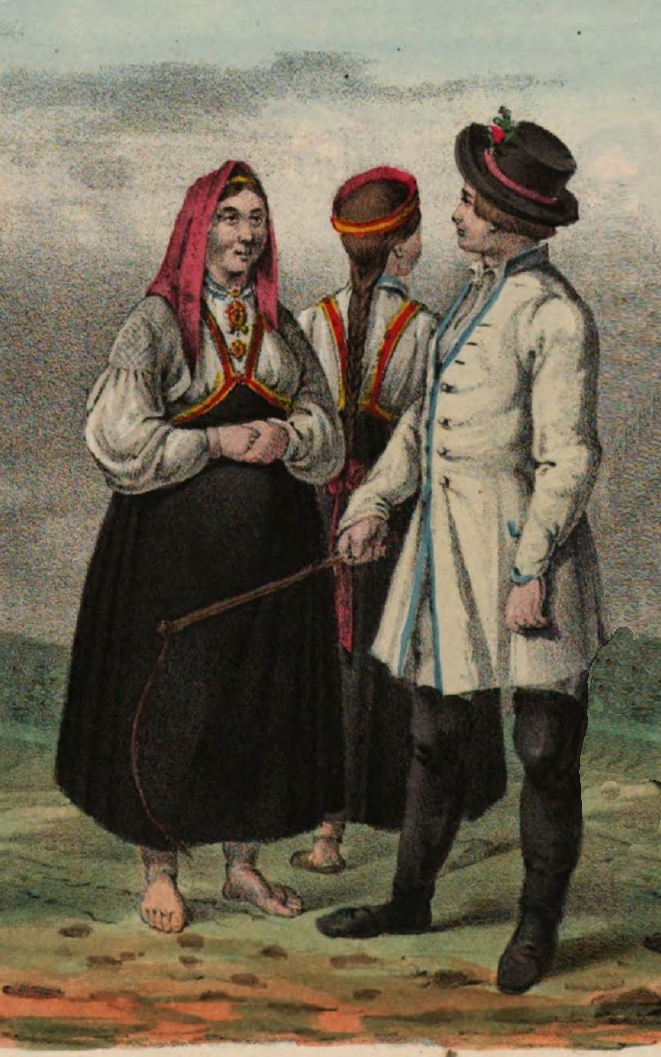
Kleidung der Kurischen Könige, 1839. Zeichnung (Ausschnitt) von Friedrich Kruse.

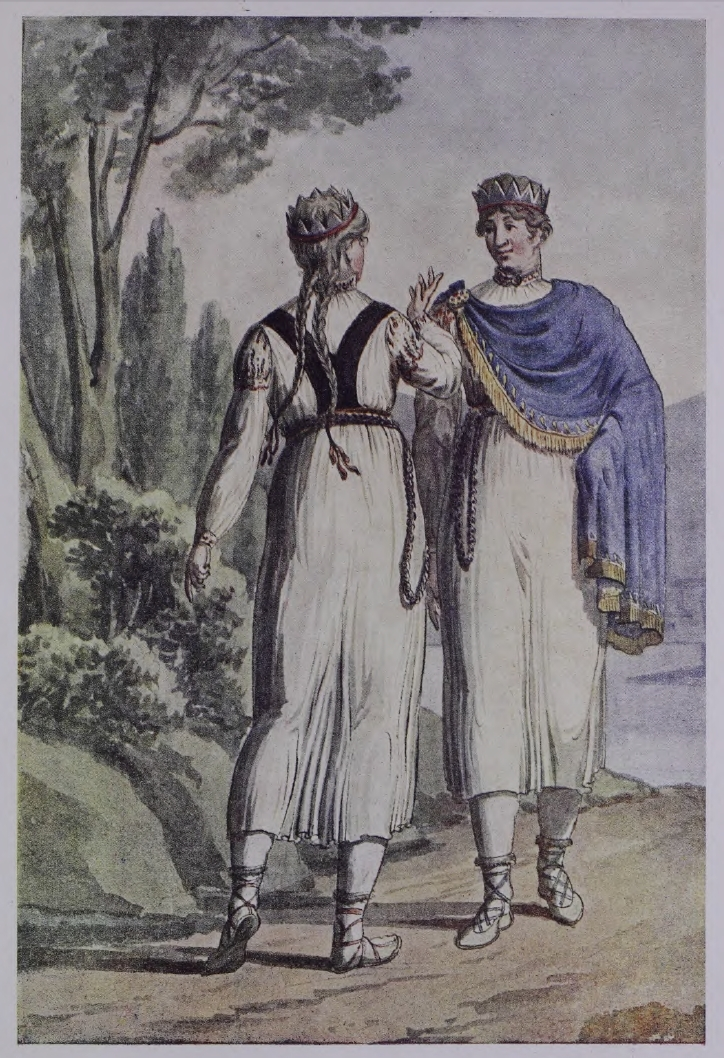
Kurische Königinnen, ca. 1810. Aquarell von R. Kalniņš nach Otto Huhn.

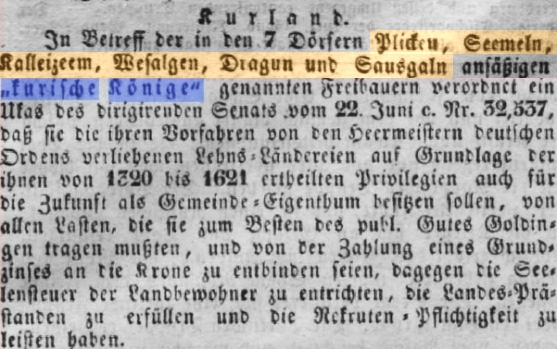
Diese Veröffentlichung in „Das Inland“ vom 8. November 1854 zeigt den Ukas vom 22. Juni 1854 mit den Veränderungen der hergebrachten Rechte der Kurischen Könige.

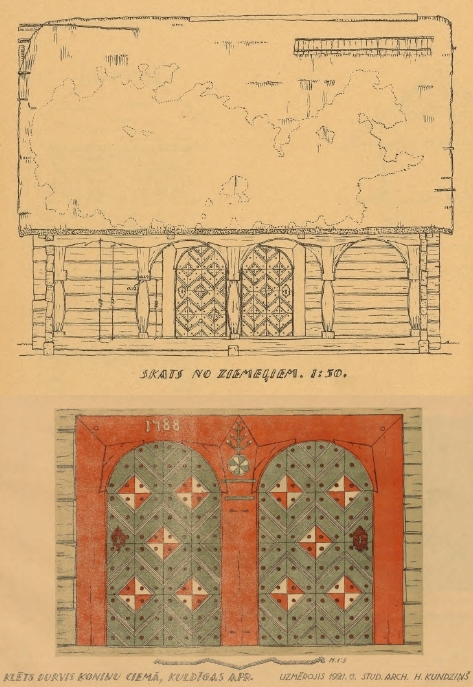
Klete (Kornkammer) zum Haus Dižgailis im Dorf Kurschkönig 1921. Ansicht von Nord gezeichnet von J. Biķis und Detailzeichnung der Tür von H. Kundziņš. Das Blockbohlenhaus hat eine Loggia mit Pfosten, die das Satteldach aus Reet tragen.

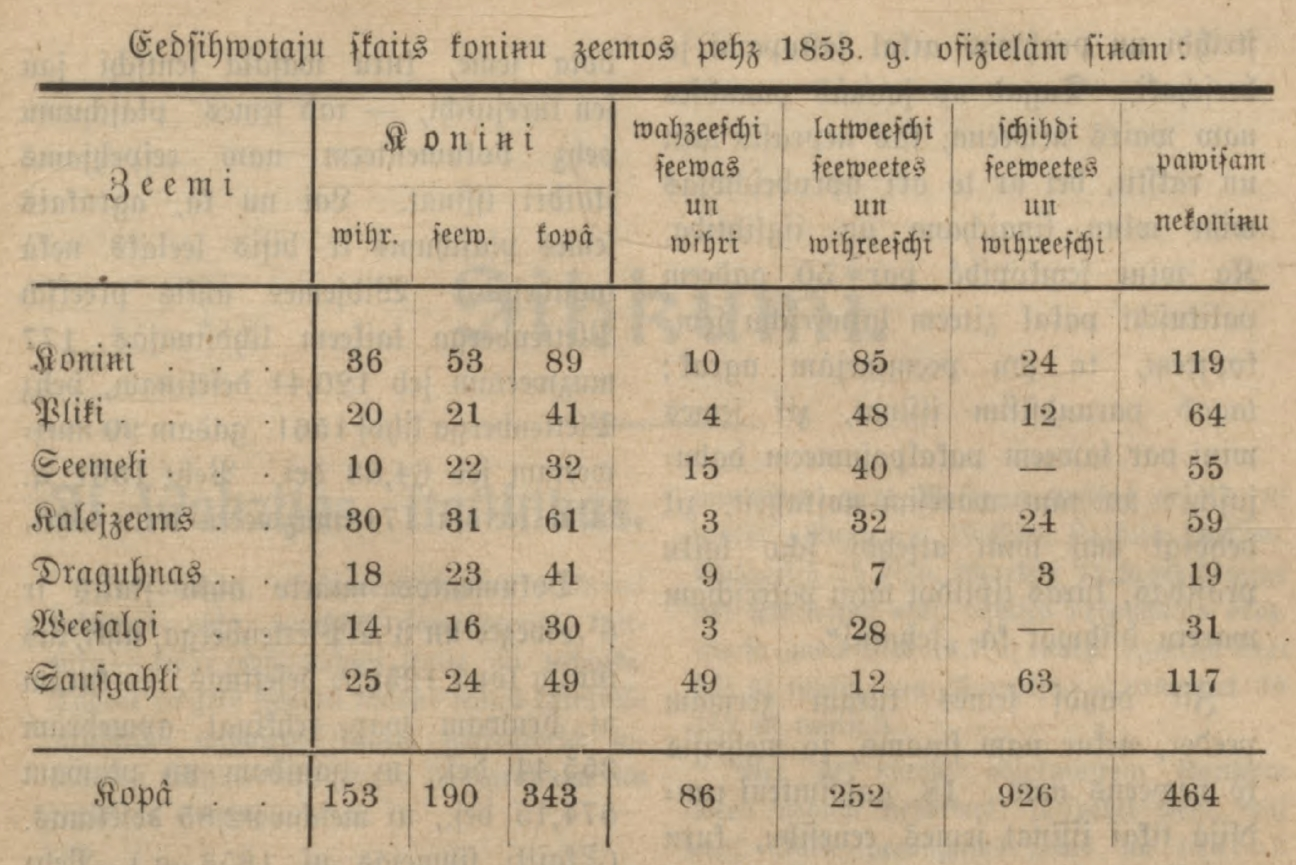
Einwohnerzählung in den Dörfern der Kurischen Könige nach offiziellen Quellen von 1853: Es wurden 343 Einwohner als Kurische Könige gezählt. Als „Nichtkönige“ wurden 464 Einwohner gezählt, darunter 86 Deutsche, 252 Letten und 126 Juden. [Druckfehler korrigiert]

Kurische Könige ist eine Bezeichnung für die Einwohner von mehreren Dörfern im Westen Lettlands, dem heutigen Landesteil Kurland (Kurzeme). Es handelt sich dabei um Orte zwischen Goldingen (Kuldīga) und Hasenpoth (Aizpute). Deren Einwohner hatten seit vielen Jahrhunderten, zum Teil schon seit der ersten Hälfte des 14. Jahrhunderts, besondere Vorrechte wie Eigentumsrechte, freie Jagd sowie die Befreiung von Abgaben und Rekrutenstellung. Sie verloren aber 1854 Teile dieser Privilegien. Zuerst werden die Kurischen Könige erwähnt in einer Lehnsurkunde des Ordensmeisters Gerdt von Jocke von 1320, später werden sie auch Freibauern genannt, im Gegensatz zu den Leibeigenen. 1863 betrug ihre Zahl 405. Sie sprachen einen lettischen Dialekt, behaupteten, von vorhistorischen kurischen Königen abzustammen, und heirateten nur untereinander.

## Herkunft der Bezeichnung
Im modernen Lettisch ist das Wort „ķēniņš“ gleichbedeutend mit dem deutschen Wort „König“. Eine Urkunde aus dem Jahr 1230 zeigt den Austausch von Land gegen Privilegien zwischen dem Orden und dem König Lammechin (Lameiķis) von Kurland. In den niederdeutschen Lehnsurkunden wird der Begriff „Cursk konyngh“ erstmals 1504 gebraucht. Daraus entstand die altertümliche Bezeichnung „kuršu ķoniņi“ in der lettischen Sprache, die seither in dieser Pluralform für die Nachkommen der Lehnsnehmer verwendet wird.

## Historischer Nachweis
Die Beteiligung der Kurischen Könige im Kampf des Ordens gegen die Russen wird bereits in den Livländischen Historien des Johann Renner (1525–1583) beschrieben.
| In seinen Livländischen Historien berichtet Johann Renner aus der Zeit des Livländischen Kriegs | In seinen Livländischen Historien berichtet Johann Renner aus der Zeit des Livländischen Kriegs | In seinen Livländischen Historien berichtet Johann Renner aus der Zeit des Livländischen Kriegs |
| Seite                                                                                           | Original-Text | Übersetzung |
| ----------------------------------------------------------------------------------------------- | --- | --- |
| 8                                                                                               | Van Curlandt. Dit landt is ein eigen koningkrike gewesen als Eestlandt und Livelandt und heft noch einen Curischen koningk, dat is ein buhr und foret der buren fane in kriges tiden, is aller beschweringe frig. | Von Kurland. Dieses Land ist ein eigenes Königreich gewesen wie Estland und Livland und hat noch einen Kurischen König, der ein Bauer ist führt die Bauernfahne in Kriegszeiten, ist frei von allen Abgaben. |
| 15                                                                                              | Do bleven de lande sonder koninge, doch is alle tidt dar na in Curlandt ein hoevet gebleven, welchen se den Curischen koning nomeden, und als de Dudesche orden dat lant under sich gebracht, blef de Curische koning (so doch ein blick buhr was, averst dennoch van oldem stammen entspraten) frig van aller schattinge, moste averst darjegen in kriges tiden dem hermester folgen mit den Curlanders und foerde de fane, dar inne stundt ein louwe, so des koningrickes in Curlant wapen van oldings her gewesen. | Da bleiben die Länder ohne Könige, doch da ist über alle Zeiten in Kurland ein Hof geblieben, welchen sie den Kurischen König nannten, und als der Deutsche Orden das Land unterworfen hatte, blieb der Kurische König (der doch ein einfacher Bauer war, aber dennoch von altem Stamm entsprossen) frei von allen Belastungen, musste jedoch in Kriegszeiten dem Heermeister folgen mit den Kurländern und führte die Fahne, darin ein Löwe stand, der des Königreichs Kurland Wappen von alters her gewesen war. |
| 266                                                                                             | Den 22. Octobris alse de Russen ore leger twischen Dorpte und Nuggen geschlagen hadden, togen de Dutschen up und schlügen de fiende uth dem leger, dat orer vele bleven und allene 2 Dudsche jungens umbquemen. De Russen wehreden sich wol, slogen den Curischen koning vam perde, de entlep mit der fanen to busche und quam des andern dages gesunt wedder int leger. Disse koning is ein bur uth Curlandt, dessen voroldern, do se noch heiden weren, koninge to Curlandt gewesen sin; do averst de lande tom Christen geloven bedwungen worden, do hadde dat koningrike einen ende, doch bleven de erven und nakomlinge frig van aller borden, wanen by Goldingen und het de overste huszvader noch de Curische koning, is fenrich aver de Curischen buren, wen krich vor falt, dat wapen is ein louwe. Im lesten krige by tiden Wolters van Plettenberch vormanede he den sulven der tidt koning, dat he sich menlich und unvorzaget helde, dan wo he lopen wolde und flehen wurde, so wolde he em den louwen nemen und einen hasen darjegen int wapen setten laten; also hedde sich de sulve koning sehr wol geholden. | Am 22. Oktober [1559] als die Russen ihre Lager zwischen Dorpat (Tartu) und Nüggen (Nõo) aufgeschlagen hatten, zogen die Deutschen her und schlugen die Feinde aus dem Lager, dass ihrer viele [liegen] blieben und nur 2 deutsche Knechte umkamen. Die Russen wehrten sich wohl, schlugen den Kurischen König vom Pferd, der entkam mit der Fahne ins Gebüsch und kam andern Tags gesund wieder ins Lager. Dieser König ist ein Bauer aus Kurland, dessen Voreltern, als sie noch Heiden waren, Könige von Kurland gewesen sind; als aber das Land zum christlichen Glauben gezwungen wurde, da hatte das Königreich ein Ende, doch blieben die Erben und Nachkommen frei von allen Bürden, wohnen bei Goldingen und der oberste Hausvater heißt noch der Kurische König, ist Fähnrich über die kurischen Bauern, wenn der Krieg ausbricht, das Wappen ist ein Löwe. Im letzten Krieg zu Zeiten Wolters von Plettenberg vermahnte dieser den damaligen König, dass er sich männlich und unverzagt halte, denn wenn er laufen wollte und fliehen würde, so wollte er ihm den Löwen nehmen und einen Hasen dagegen ins Wappen setzen lassen; danach hatte sich derjenige König sehr wohl verhalten. |

| Die sieben häufig zitierten Orte der Kurischen Könige und die Bewohner | Die sieben häufig zitierten Orte der Kurischen Könige und die Bewohner | Die sieben häufig zitierten Orte der Kurischen Könige und die Bewohner | Die sieben häufig zitierten Orte der Kurischen Könige und die Bewohner | Die sieben häufig zitierten Orte der Kurischen Könige und die Bewohner | Die sieben häufig zitierten Orte der Kurischen Könige und die Bewohner | Die sieben häufig zitierten Orte der Kurischen Könige und die Bewohner |
| Koordinaten                                                            | deutscher Name                                                         | heutiger lettischer Name                                               | Familienname / Hausvater                                               | Lehen aus dem Jahr                                                     | Größe [ha] im Jahr 1920                                                | Einzelne Höfe nach der Teilung 1929                                    |
| ---------------------------------------------------------------------- | ---------------------------------------------------------------------- | ---------------------------------------------------------------------- | ---------------------------------------------------------------------- | ---------------------------------------------------------------------- | ---------------------------------------------------------------------- | ---------------------------------------------------------------------- |
| 22°05'O 56°53'N                                                        | Draguhnen                                                              | Dragūnciems                                                            | Dragūns / Vidiņš                                                       | 1501                                                                   | 444                                                                    | 7                                                                      |
| 21°47'O 56°48'N                                                        | Kalejzeem                                                              | Kalējciems                                                             | Kalējs / Šmits                                                         | 1538                                                                   | 440                                                                    | 12                                                                     |
| 21°45'O 56°49'N                                                        | Kurschkönig                                                            | Ķoniņciems                                                             | Peniķis                                                                | 1439–1504                                                              | 707                                                                    | 13                                                                     |
| 21°47'O 56°53'N                                                        | Plicken                                                                | Pliķuciems                                                             | Tontegode                                                              | 1320                                                                   | 431                                                                    | 9                                                                      |
| 21°53'O 57°02'N                                                        | Sausgallen                                                             | Sausgaļciems                                                           | Bartolts / Bergholz                                                    | 1546                                                                   | 202                                                                    | 10                                                                     |
| 21°46'O 56°51'N                                                        | Seemeln                                                                | Ziemeļciems                                                            | Šmēde / Šmēdiņš                                                        | vor 1500                                                               | 273                                                                    | 6                                                                      |
| 22°01'O 55°52'N                                                        | Weesalgen                                                              | Viesalgciems                                                           | Tontegode                                                              | 1333                                                                   | 356                                                                    | 9                                                                      |

In der Regel ist die lettische Landschaft mit Einzelgehöften besiedelt. Zentrale Punkte sind Kirchen, Gutshöfe und Kleinstädte. Dörfer wie in Westeuropa sind die Ausnahme. Deshalb betont Bielenstein: „Bemerkenswert sind die acht Dörfer der sogenannten kurischen Könige (Freibauern seit alter Zeit) zwischen Goldingen und Hasenpoth, deren größtes 13 Höfe zählt; im ganzen sind es 42 Höfe.“ Verschiedene Quellen weisen zwischen 5 und 8 dieser „Freidörfer“ nach. Insbesondere wird das Einzelgehöft Kumberneek bei Schnepeln (im heutigen Snēpeles pagasts) nicht immer mitgezählt. Wenn die etwas abgelegenen Orte Draguhnen und Sausgallen ebenfalls nicht mitgezählt werden, ergibt sich bei Bienenstamm die Anzahl 5. Possart zählt 7 Orte. Die Bewohner dieser Dörfer erhielten zum Teil schon 1318–1333 für die dem Deutschen Orden geleisteten Dienste erbliches Eigentumsrecht und andere Privilegien. Als Begründung für die Privilegien wird ihr Dienst im Ordensheer, bei Draguhnen mit der „Feuerspeienden Waffe“ genannt (lat. draco, draconis). Auch Heilige Haine in den Kreisen Vārme und Turlava standen unter dem Einfluss der Kurischen Könige.
Die Rechte der Kurischen Könige stammen aus der Zeit der Eroberung des Gebiets durch den Schwertbrüderorden. Den ersten überlieferten Urkunden müssen bereits frühere Lehnsbriefe vorausgegangen sein, weil die vorhandenen Dokumente von Erweiterungen bestehender Rechte ausgehen. Die Privilegien wurden von späteren Landesherren bestätigt bis zum Gouverneur des ehemaligen russischen Gouvernements Kurland. Es gab allerdings stets auch Stimmen, die an der Rechtmäßigkeit der Privilegien zweifelten. Der Ukas vom 22. Juni 1854 bestätigte einerseits die überkommenen Rechte, schränkte sie aber bezüglich Besteuerung und Wehrpflicht ein. Erst als nach dem Ersten Weltkrieg die selbständige Republik Lettland gegründet wurde, hatte der Begriff der Kurischen Könige nur noch historische Bedeutung.
Die Kurischen Könige hatten von 1597 bis 1607 eigene Münzen: Schilling aus Billon und Mark aus Silber.
Die Freidörfer hatten im 19. Jahrhundert auch deutsche und jüdische Einwohner. Die „königlichen“ Familien wurden von Bielenstein beschrieben als in Sprache und Brauchtum von livischem Einfluss.
Freibauern in Freidörfern oder Freigehöften gab es auch in anderen Regionen des russischen Gouvernements Kurland. Bis auf wenige Ausnahmen verloren sie aber schon früh ihre Privilegien. Der juristische Begriff des Freibauern taucht erstmals in der Livländischen Chronik des Balthasar Russow von 1584 auf mit dem Ausdruck „Landfrye“.
| Weitere Orte der Kurischen Könige und weiterer Freibauern | Weitere Orte der Kurischen Könige und weiterer Freibauern | Weitere Orte der Kurischen Könige und weiterer Freibauern | Weitere Orte der Kurischen Könige und weiterer Freibauern                                                                          |
| Koordinaten                                               | deutscher Name                                            | heutiger lettischer Name                                  | Bemerkung |
| --------------------------------------------------------- | --------------------------------------------------------- | --------------------------------------------------------- | --- |
| 21°51'O 56°51'N                                           | Kumberneek                                                | Kumbri                                                    | auch Kumbernieks / Kumbri / Kummern: 8. Ort der Kurischen Könige. (nicht verwechseln mit Kumbri bei Saldus).                       |
| 21°46'O 56°51'N                                           | Burgberg Lipaiken                                         | Lipaiķu pilskalns                                         | Kult- und Begräbnisstätte der Kurischen Könige und 1 km nördlich von „Elku birzs“ (Königs Hain).                                   |
| 21°46'O 56°52'N                                           | Plickens Hain                                             | Pliķu elku birzs                                          | Heiliger Hain südöstlich des verlassenen Freidorfs Pliķuciems nahe dem Austritt des Rīva-Flusses aus dem Vilgale-See               |
| 21°46'O 56°50'N                                           | Königs Hain                                               | Ķoniņu elku birzs                                         | Heiliger Hain zwischen Ķoniņciems und Ziemeļciems (bis heute erhalten und ausgeschildert)                                          |
| 22°05'O 56°52'N                                           | Elkewalke                                                 | Elka valks                                                | Heiliger Hain bei Vārmes mežniecība an der Mündung der Ēda in die Venta                                                            |
| 22°15'O 56°52'N                                           | Wormen                                                    | Vārme                                                     | auch Wormsate / Wormsahten: mit heiligem Hain der Kurischen Könige „aus der Heidenzeit“.                                           |
| 21°46'O 56°51'N                                           | Lipaiken                                                  | Lipaiķi                                                   | auch Lippaicken: das heutige Turlava mit der Kirche „Lipaiķu baznīca“, die noch zwei der vier Wappen der Kurischen Könige enthält. |
| 23°18'O 56°19'N                                           | Butkuhnen                                                 | Butkūnai (lit.)                                           | Freidorf südlich von Bauska, das seine Privilegien früh verloren hat (Heute zu Litauen gehörig).                                   |
| 22°58'O 56°57'N                                           | Bugull                                                    | Brīvbūguļi                                                | Freigesinde nahe Tuckum, 1396 belehnt und 1813 als Freigesinde bestätigt.                                                          |
| 22°57'O 56°57'N                                           | Muischneek                                                | Muižnieki                                                 | auch Mischeneek: Freigesinde bei Tuckum, im Jahr 1394 belehnt, stritt um seine Privilegien.                                        |

## Kultische Orte aus dem Mittelalter
Das Siedlungsgebiet der Kurischen Könige liegt im historischen Bezirk Bandowe (Bandava). Vor der Christianisierung durch den Schwertbrüderorden existierten bereits Burgberge mit hölzernen Gebäuden, die von lokalen Machthabern beherrscht wurden. Diese Hügel dienten der Verteidigung und zu kultischen Verehrungen der alten Gottheiten. Daneben gab es auch Heilige Haine, die streng geschützt waren. Die lettische Bezeichnung eines solchen Hains ist svētbirzs, elka vieta, elka birzs oder elka (Heiliger Hain, Ort der Gottheiten, Gotteshain oder Gottheit). Obwohl die christliche Kirche die Verehrung der alten Gottheiten als Götzenkult bekämpfte, wurden einige dieser Plätze noch bis zum Anfang des 20. Jahrhunderts gepflegt. Kaspars Klaviņš zeigt, dass Heilige Haine nicht nur im Einflussbereich der Kurischen Könige bekannt waren. Der Königsberger Ratsherr Reinhold Lubenau (1556–1631) berichtete von seiner Reise, die ihn zur Weihnachtszeit 1585 von Königsberg nach Riga bei den Kurischen Königen vorbeiführte. Er bezog Quartier im Krug von Kurschkönigen und erlebte die Zeremonien im nahen heiligen Hain. „[…] weil es auf den Christagk wahr, fuhren sie in ihren heiligen Waldt zu jagen, in welchem sie sonsten das gantze Jahr uber kein Wildt schlagen, auch keinen Stock daraus hauen; was sie nun allda gefangen an Rehe, Hirschen und Hasen, haben sie gestreifet und gebraten, dasselbe auf eine lange Tafel gesetzt und ein Hauffen Wachslicher umb den Tisch geklebet vor ihrer Elttern, Groselttern, Kinder und verwandten Sehle und darnach stehende auf und nieder gehende, gefressen und gesoffen, auch uns dazu genöthiget; nachmahl ein lediges Bierfas bracht, darauf mit zweien Knuppeln geschlagen, und Man und Weib umb den Tisch getantzet, sowohl die Kinder, welches die gantze Nacht gewehret[…]“

## Historische Wappen der Kurischen Könige

Die Kirche Lipaiķi mit Glasmalereien Ziemeļciems und Kalējciems.[49]
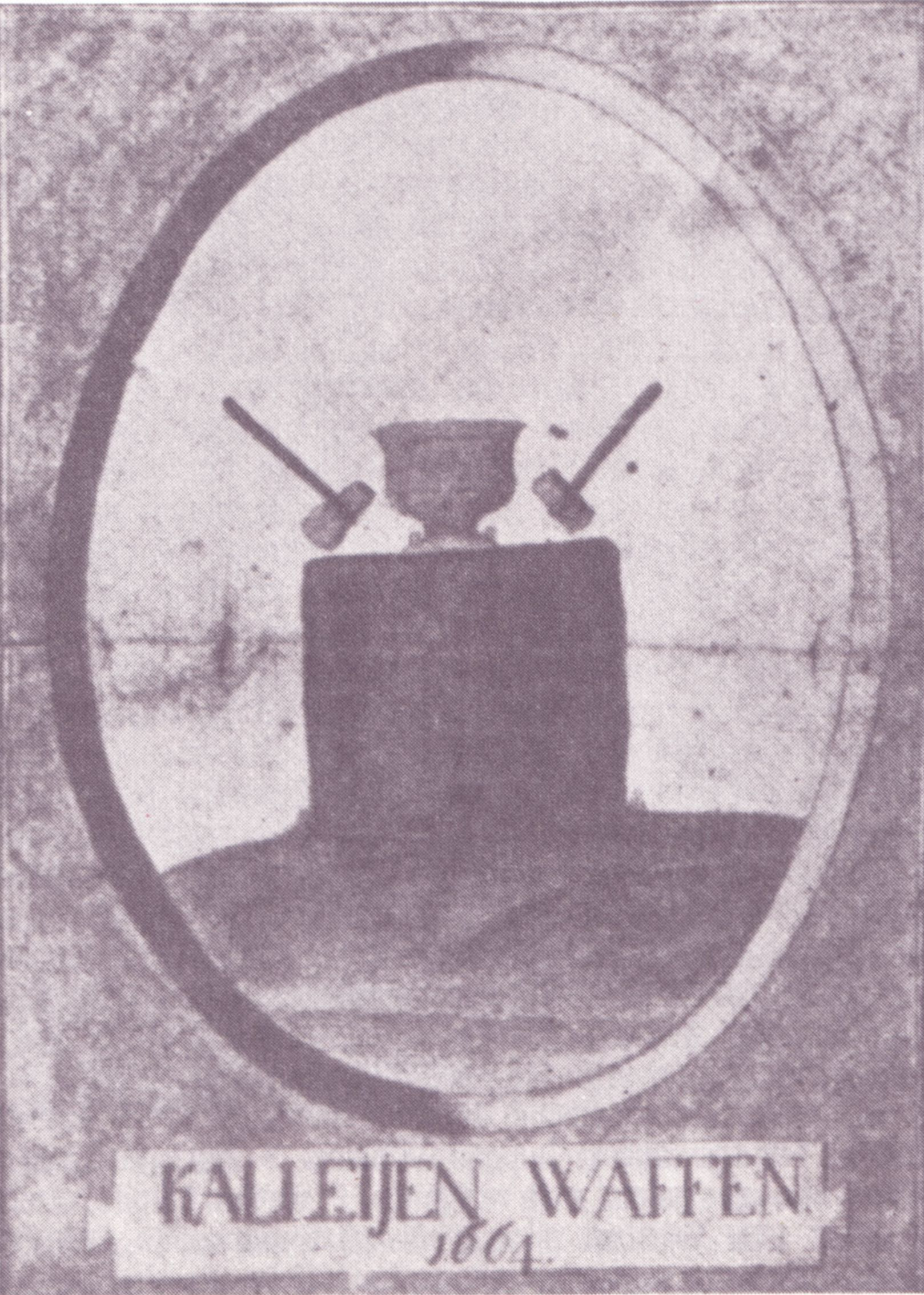
Glasmalerei in der Kirche Lippaiken aus dem Jahr 1664 mit dem Wappen des Freidorfes Kalējciems
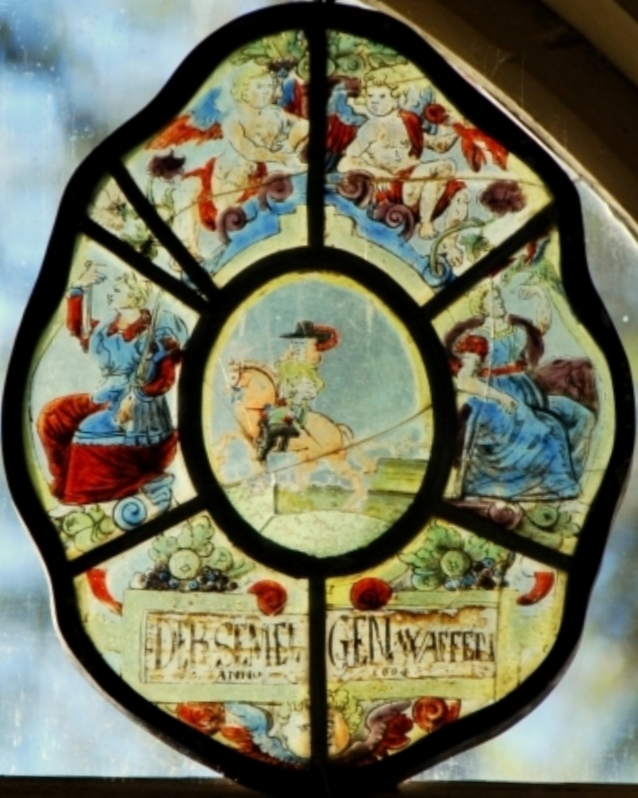
Wappen des Dorfes Ziemeļciems der „Kurischen Könige“ von 1664[51] in einem Fenster der Kirche Lipaiķi.
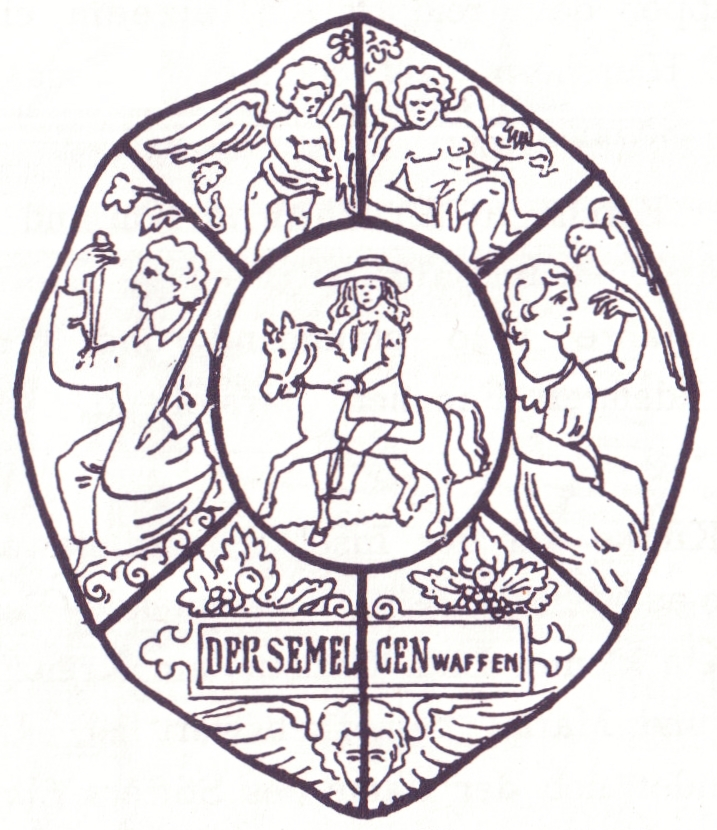
Wappen des Dorfes Ziemeļciems. Zeichnung des Lipaiker Pastors W. Eschen aus dem Jahr 1887.
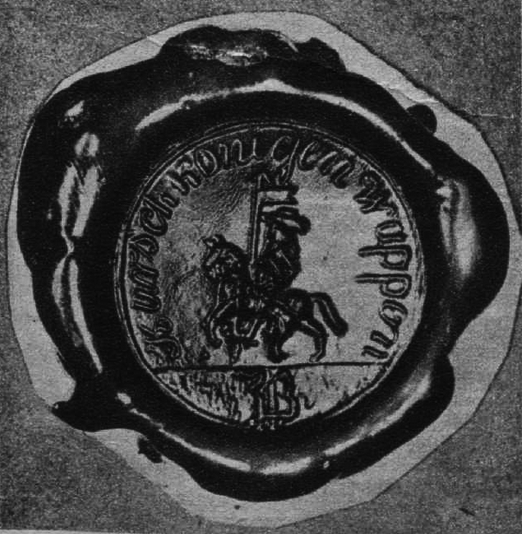
Siegelabdruck des „Kurischen Königs“ Peniķis auf einem Siegel des Dorfes Ķoniņciems.
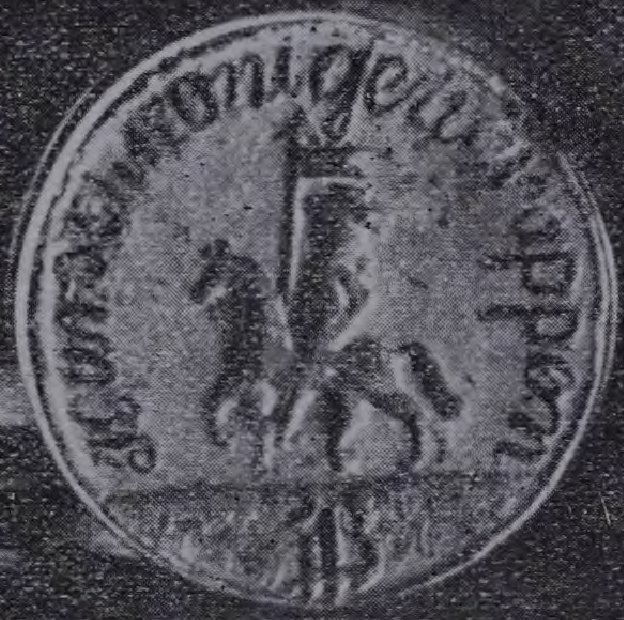
Siegel des Freidorfes Ķoniņciems (Kurschkönig) mit Wappen (spiegelverkehrt)
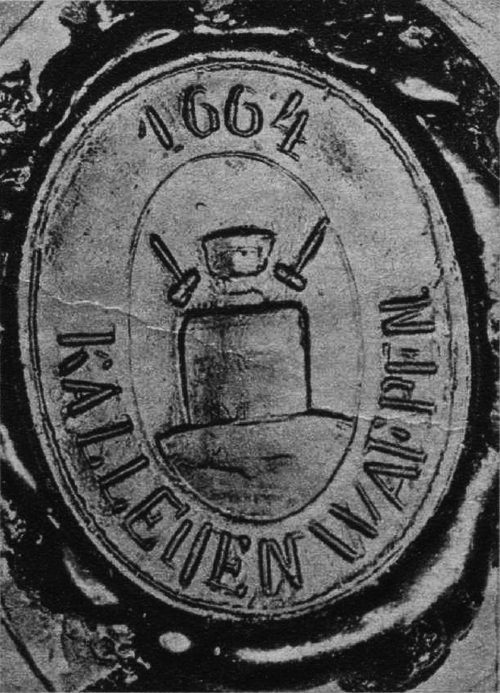
Siegelabdruck mit Hämmern und Amboss im Wappen des Dorfes Kalējciems (Schmiede) der „Kurischen Könige“.
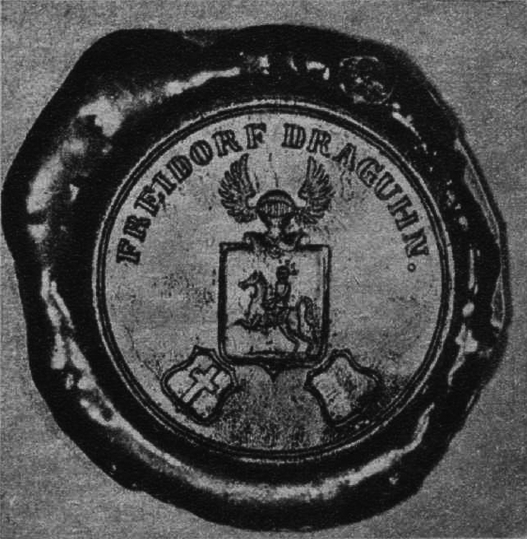
Siegelabdruck nach neueren Vorbildern im Wappen des Dorfes Dragūnciems (Draguhnen) der „Kurischen Könige“.
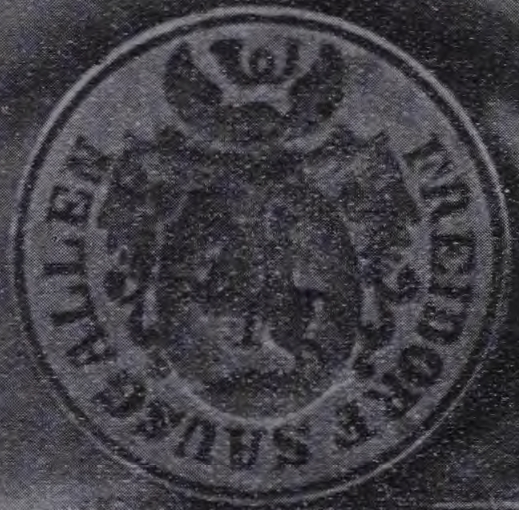
Siegel des Freidorfes Sausgaļciems (Sausgallen) mit Wappen und Posthorn (spiegelverkehrt)
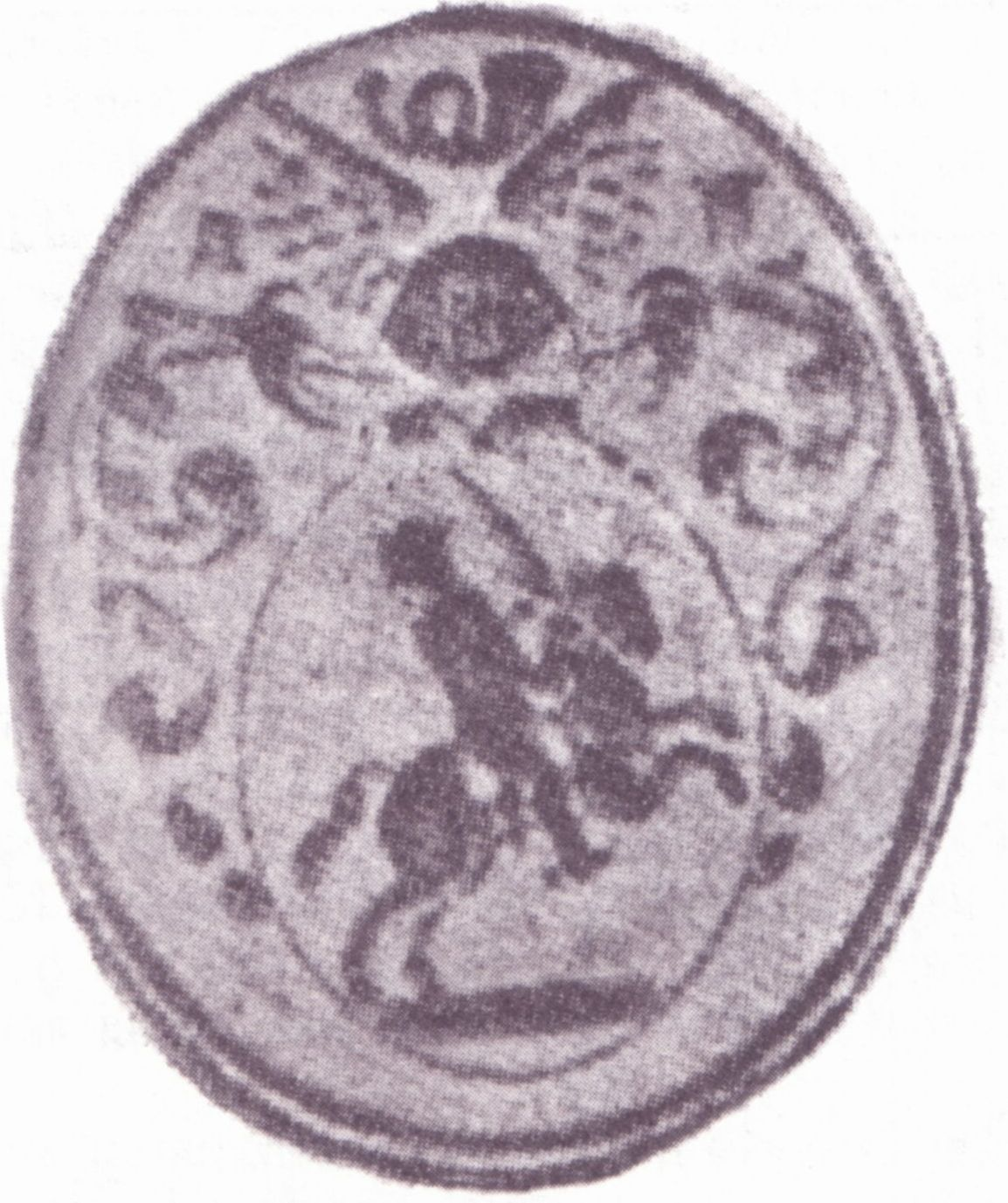
Siegel des Freidorfes Sausgallen (Sausgaļciems) mit Posthorn
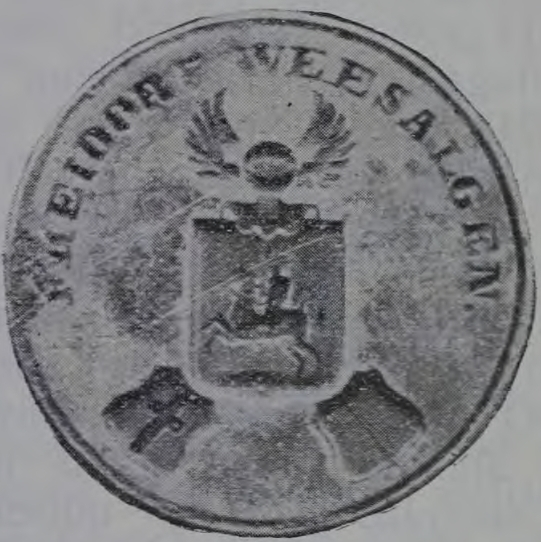
Siegel des Freidorfes Viesalgciems (Weesalgen) mit Wappen und Ordenskreuz (spiegelverkehrt)

## Kurische Könige nach dem Ersten Weltkrieg
Nach der Gründung des unabhängigen Staates Lettland trat eine Agrarreform in Kraft, bei der die Kurischen Könige zunächst nicht betroffen waren. Im Unterschied zu den deutschen Gutsherren durften sie weitgehend unbehelligt weiter wirtschaften. Erst 1929 verabschiedete die Saeima ein Gesetz über die Aufteilung in Einzelhöfe, wodurch auch die historischen Besonderheiten der Kurischen Könige aufgehoben wurden. Das Gesetz trat am 4. Mai 1929 in Kraft und brauchte bis zum Jahr 1933 zu seiner Umsetzung. Damit gingen 600 Jahre Privilegierung zu Ende.

## Freibauern in der Politik
Die Kurischen Könige waren durch ihren Landbesitz und ihre Privilegien den deutschsprachigen Lehnsnehmern vergleichbar. Durch ihre Isolation in den Dörfern und ihre Heiraten in eigenen Kreisen blieben sie jedoch von den politischen Organen ausgeschlossen. Im Gegensatz dazu gelang es einigen anderen Freibauern, durch deutschsprachige Bildung und Einheirat in die benachbarten Güter Zugang zum Adel und der Ritterschaft zu erlangen.
Muntis Auns führt zwei Familien von Freibauern auf, die den Übertritt in den Adel („dižciltība“) vollzogen:
- Der seit 1494 urkundlich erwähnte Freibauer Ansis Gailis (Hans Gayl oder Hahn) aus Tukums ist der Stammvater einer Reihe adliger polnischer und preußischer Offiziere. In zwölfter Generation stammt von ihm Wilhelm von Gayl (1879–1945) ab, der in der Weimarer Republik Deutscher Innenminister wurde.[59]
- Der seit 1498 urkundlich erwähnte Hermanis Dumpjānis (Hermann Dumpiate oder Dumpians) aus Kandava erwarb benachbarte Güter. Seine Nachkommen heirateten in adlige Familien ein und erreichten dadurch den Sitz in der Ritterschaft und im Landtag.[60]

Erst nach der endgültigen Aufhebung der Privilegien der Kurischen Könige gelangte einer ihrer Nachkommen in die höchsten militärischen Ämter der Republik Lettland während der Zeit zwischen den beiden Weltkriegen:
- Ein Nachkomme des 1504 belehnten Andrejs Peniķis (Andreas Penneck) begann eine Ausbildung in der Kaiserlich Russischen Armee. Später wurde Mārtiņš Peniķis (1874–1964), Sohn eines Freibauern des Dorfes Kurschkönig, lettischer General und Oberbefehlshaber der lettischen Armee.[61]